# Hecelchakán
Hecelchakán (del maya yucateco: Sabana del descanso) es una ciudad del estado mexicano de Campeche, localizada al norte del estado, es cabecera del municipio de Hecelchakán.

## Historia
Lo que hoy es el pueblo de Hecelchakán fue fundado aproximadamente entre los años de 1500 y 1600 por pobladores mayas de la antigua ciudad de Xkalumkin, en los alrededores de un cenote, que como en el resto de la península de Yucatán son los únicos cuerpos permanentes de agua dulce de los cuales se pueden abastecer las poblaciones.
En 1833 Hecelchakán recibió el título de villa, en junio de 1834 tuvo lugar en el centro de la ciudad una batalla entre fuerzas federalistas y centralistas en que fueron derrotadas las primeras, el encuentro se dio por encontrarse Hecelchakán en un sitio intermedio entre las ciudades de San Francisco de Campeche, partidaria del centralismo, y Mérida, partidaria del federalismo; esta creciente rivalidad y enfrentamiento culminaría en 1857 con la creación del estado de Campeche en el cual quedó incluida Hecelchakán.
El 1 de enero de 1916 Hecelchakán quedó constituida como cabecera del nuevo municipio libre del mismo nombre y el 3 de noviembre de 1957 le fue dado el rango de ciudad por decreto del Congreso de Campeche a propuesta del gobernador Alberto Trueba Urbina.

## Localización y demografía
Hecelchakán se encuentra ubicado en las coordenadas 20°10′36″N 90°08′05″O / 20.17667, -90.13472 y a una altitud de 15 metros sobre el nivel del mar. Su población según el Conteo de Población y Vivienda de 2005 llevada a cabo por el Instituto Nacional de Estadística y Geografía es de 9974 habitantes, de los cuales 4922 son hombres y 5052 son mujeres.
La ciudad se encuentra a 60 kilómetros al norte de Campeche, se comunica con ella a través de la Carretera Federal 180, que continúa hacia al norte enlazándola por Calkiní y con Mérida, Yucatán; además de la carretera Hecelchakán se encuentra comunicada con las mismas ciudades a través de ferrocarril, sin embargo desde la privatización de las empresas ferroviarias el tráfico es únicamente de carga.
Posee una terminal operada por el grupo ADO con corridas a las ciudades de Campeche, Mérida y puntos intermedios como Tenabo, Calkini, Becal, Halachó, Maxcanú, Kopoma, Chochola, Uman, entre otros del camino real.

## Demografía
De acuerdo a los resultados del Conteo de Población y Vivienda de 2010 realizado por el Instituto Nacional de Estadística y Geografía, Hecelchakán tiene un total de 10 285 habitantes, de los cuales 5 042 son hombres y 5 243 son mujeres.
| Gráfica de evolución demográfica de Hecelchakán entre 1900 y 2010 |
|                                                                   |
| Población según los censos del INEGI.                             |

## Costumbres y tradiciones

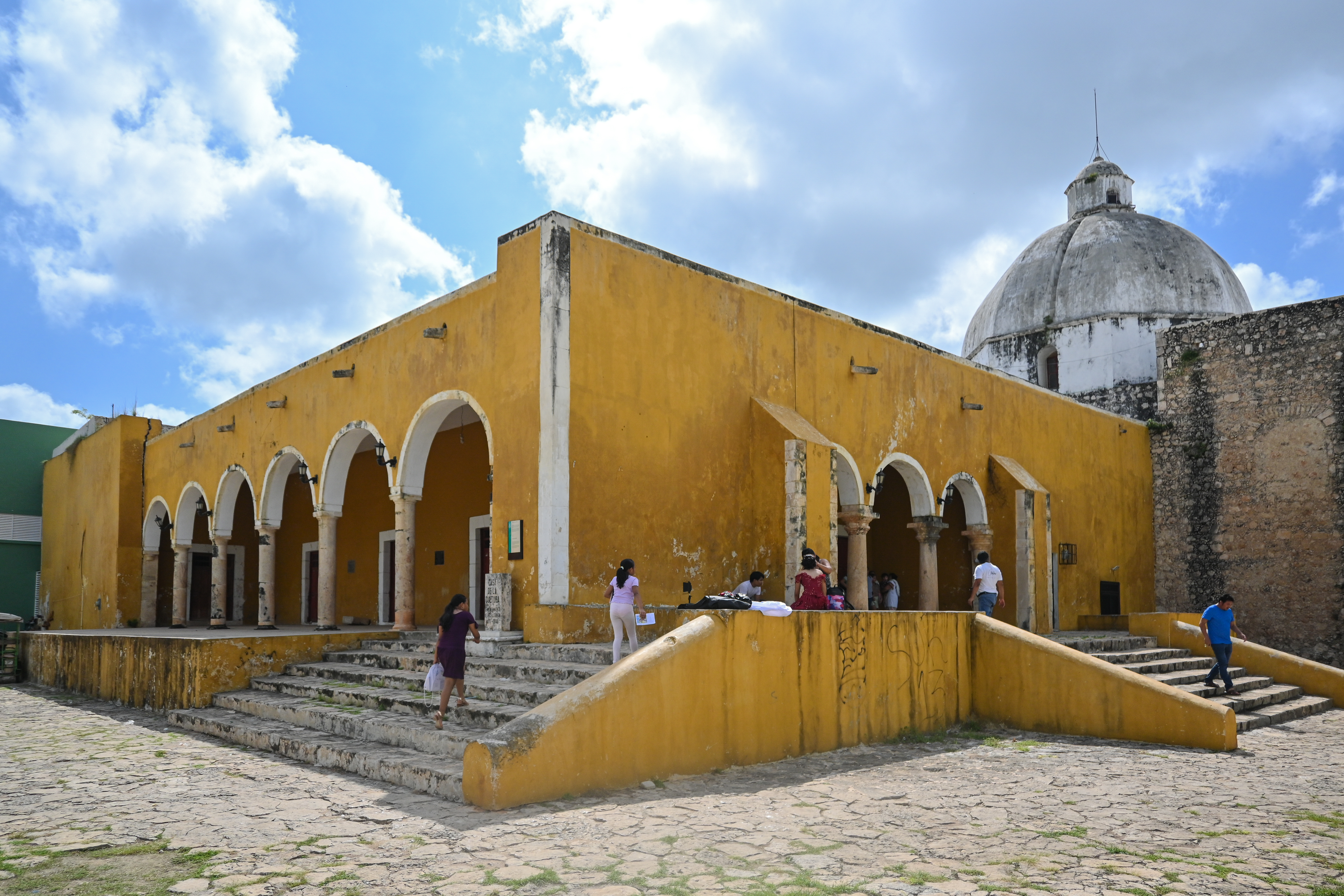
Casa de la cultura de Hecelchakán

Esta localidad cuenta con una gran variedad de tradiciones y costumbres, entre las más importantes están: 
La fiesta en honor al Señor de la Salud, la cual se realiza en el mes de abril. En ella se organizan el novenario en honor al santo, corridas de toros durante cuatro días, el primer día de baile es una vaquería en la que se baila la cabeza de cochino y se porta el traje regional, por las noches hay juegos mecánicos, venta de artesanías y comidas regionales. 
En el mes de junio se celebra el novenario en honor al santo patrono, cada día entra por la tarde a la iglesia un gremio diferente (artesanos, maestros, señoras y señoritas catrinas y mestizas, el de cada barrio, etc.), por la noche el gremio quema fuegos artificiales y el toro petate. Al día siguiente, por la mañana, sale con los estandartes y con la charanga, se dirigen a donde se van a quedar los estandartes, allí se reparten tacos de cochinita y horchata a la gente que le acompaña. El domingo se realiza la procesión de las imágenes para culminar el novenario.
El 31 de octubre se celebra a los fieles difuntos chicos, el 1 de noviembre a los difuntos grandes. En los altares se colocan frutas y dulces de la región y el tradicional pibipollo (es como un tamal grande redondo que se envuelve en hojas de plátano y se cocina en hornos bajo tierra). Es costumbre que las compras para este día se realicen una noche antes.
Otra tradición gastronómica importante es la tradicional cochinita que se expende todos los días frente al parque principal, y en la villa de Pomuch se elabora el pan reconocido en toda la península por su sabor.

## Personas destacadas
Entre los personajes importantes de Hecelchakán encontramos a:
- Juan Francisco Molina Solís (historiador)
- Juan Miguel Castro (político y benefactor)